# Sbalzo di colore
Sbalzo di colore è un brano musicale interpretato della cantante romana Syria, primo estratto dal suo album Scrivere al futuro, pubblicato dalla Sony nel maggio del 2011. È stato scritto da Sergio Maggioni e Dario Moroldo.